# Brères
Brères é uma comuna francesa na região administrativa de Borgonha-Franco-Condado, no departamento de Doubs. Estende-se por uma área de 2,15 km². Em 2010 a comuna tinha 63 habitantes (densidade: 29,3 hab./km²).